# Repps with Bastwick
Repps with Bastwick is een civil parish in het bestuurlijke gebied Great Yarmouth, in het Engelse graafschap Norfolk met 391 inwoners.